# Volkswagen Eos
El Volkswagen Eos es un automóvil deportivo producido por el fabricante alemán Volkswagen desde el año 2006 hasta el año 2014. Se podría decir que es el sucesor del Volkswagen Golf Cabrio, pero en realidad es el sucesor del Corrado, ya que es el primer coupe de techo rígido desde 1995 que se dejó de comerciar, el Volkswagen Corrado.
Además cabe reseñar, que es el único cupé cabrio de todo el grupo VW, y no se prevé que esa situación vaya a cambiar ya que la tendencia volvió a principios de 2010 al techo de lona en casi todas las marcas, dejándose de fabricar los CC.
El Eos conserva la distancia entre ejes de un Golf V, sin embargo el eje posterior lo heredó del passat 3C con código digo de chasis PQ46 derivado también del PQ35 del Golf V.
El diseño del salpicadero es único, aunque posteriormente se utilizó en 2008 para la fabricación del VW Scirocco al igual que la base de su chasis. 
El Eos sufrió un gran reestyling exterior en 2009, al igual que el VW Passat. Además de pequeños cambios en el interior en 2010 para actualizarse estéticamente al Golf Mk6 y en 2013 para hacerlo con el Mk7.
Los cambios en el interior se limitan a info entretenimiento, volante, pomo, cuadro, módulo del climatizador y algunos conmutadores como los de los elevalunas o retrovisores. 
A lo largo de los años también se actualizaron diversos módulos con más capacidad permitiendo activar algunas funciones ocultas.
El Eos llegó a convivir dentro de VW con el Golf V, Golf VI, Golf VI cabrio, Golf VII, Scirocco y Beetle produciéndose desde 2006 hasta 2014.
Pese a estar tantos años a la venta no tuvo gran aceptación debido a su alto precio, en el año 2007 en España un Eos 2.0 TFSI DSG de 200cv con el mismo nivel de equipamiento que un Golf mkV R32 DSG costaba 500€ más que este último, en su versión de 3 puertas. 42.590€.
El nombre del modelo se proviene de Eos, la diosa de la madrugada y el viento según la mitología griega.

## Características
El Eos es un cuatro plazas con motor delantero transversal, tracción delantera y caja de cambios de seis marchas, sea manual o automática. A diferencia del Golf Cabrio, el Eos es un modelo independiente dentro de la gama de Volkswagen, y tiene un diseño diferenciado con respecto al Golf. Comparte la plataforma y los componentes del Volkswagen Passat V. Sin embargo, la distancia entre ejes coincide con la del Golf y el Volkswagen Jetta actuales.
A su vez, la capota plegable no está hecha de lona, como el Golf Cabrio, sino de metal y vidrio. Está compuesto por cinco piezas, y tarda 25 segundos en plegarse en el baúl. El techo es un diseño de OASys, filial de Webasto Alemania, y quien también lo construye.
Este techo desde el origen, presenta graves problemas de filtraciones de agua, que si bien minimizaron todavía siguen presentes en los modelos actuales.

## Desarrollo y producción

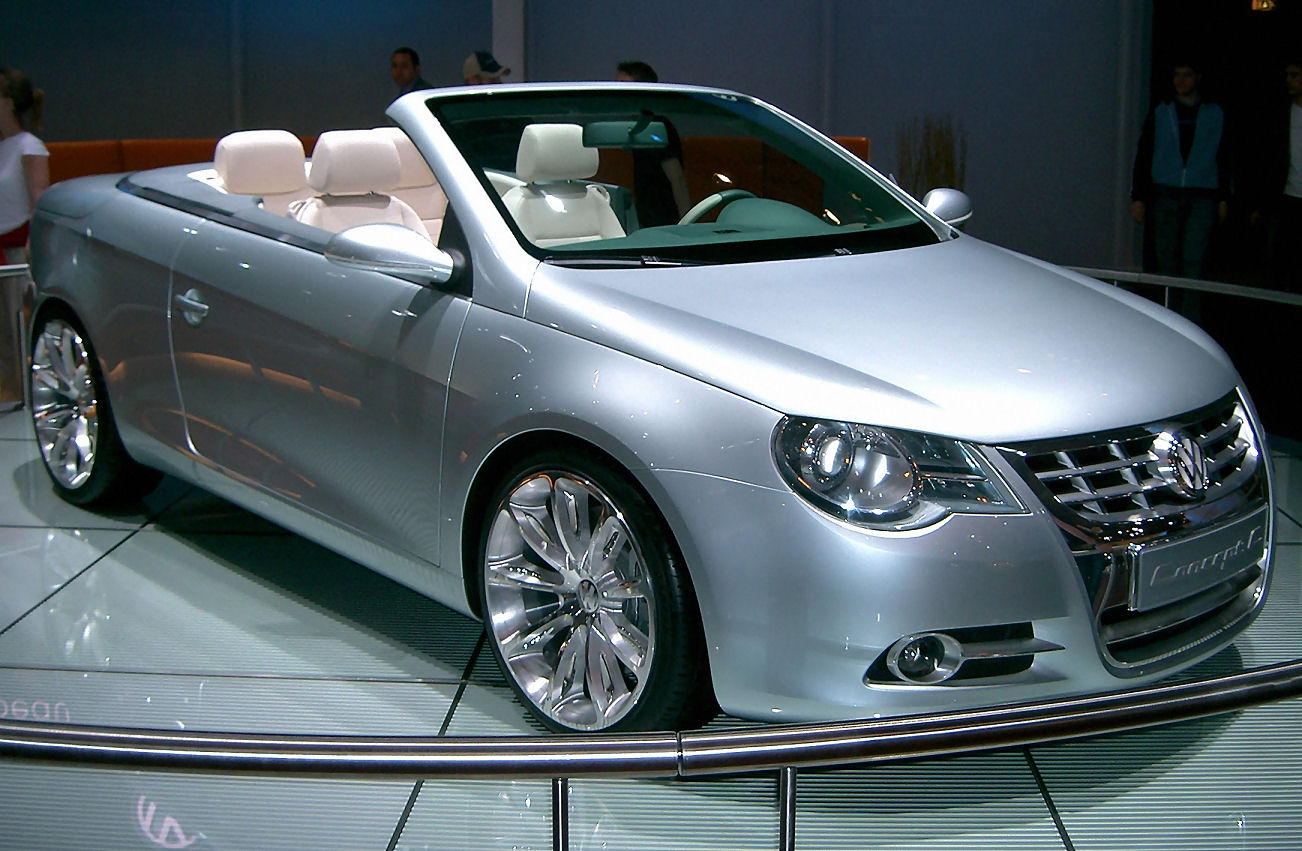
2004 Concept C

Un prototipo muy similar al Eos fue mostrado en el Salón del Automóvil de Ginebra de 2004 con el nombre "Volkswagen Concept C". El Eos de producción fue presentado en el Salón del Automóvil de Frankfurt de 2005, y luego en el Salón del Automóvil de Los Ángeles de 2006. 
El Eos se produce en Palmela, Portugal. Aunque la producción del Eos comenzó a fines de 2005, las primeras unidades tardaron en entregarse se debido a un problemas de ruidos de viento en la capota. El Eos fue finalmente puesto a la venta en el primer trimestre de 2006, y en América del Norte en el tercer trimestre de ese año. Las versiones con volante a la derecha, para los mercados de Japón, Nueva Zelanda, U.K. y Australia, comenzaron a comercializarse entre octubre de 2006 y enero de 2007.

## Motorizaciones
Los motores gasolina son un 1.6 litros atmosférico de 115 CV, un 1.4 litros con turbocompresor de 122 CV, un 2.0 litros atmosférico de 150 CV, un 2.0 litros con turbocompresor de 200 CV, y un 3.2 litros atmosférico de 250 CV. El único diésel es un 2.0 litros de 140 o 170 CV, con turbocompresor de geometría variable e intercooler. El 3.2 litros es un seis cilindros en V con inyección indirecta; el resto tiene cuatro cilindros en línea e inyección directa, en el caso de los diésel con alimentación por inyector-bomba.
| Periodo                        | 2007-2015                        | 2008-2015                                   | 2006-2007                 | 2006-2008                 | 2006-2009                                         | 2009-2015                                         | 2006-2009                 | 2009-2010                   |           |           |           |           |           |           |           |
| Identificación del motor       | CAXA                             | CAVD                                        | BLF                       | BVY/BVZ                   | BWA/CAWB/CCZA                                     | CCZB                                              | BUB/CBRA                  | CDVA                        |           |           |           |           |           |           |           |
| Tipo de motor                  | L4 16v, inyección directa, turbo | L4 16v, inyección directa, turbo, compresor | L4 16v, inyección directa | L4 16v, inyección directa | L4 16v, inyección directa, turbo                  | L4 16v, inyección directa, turbo                  | VR6 24v                   | VR6, 24v, inyección directa |           |           |           |           |           |           |           |
| Diámetro x carrera             | 76.5 mm x 75.6 mm                | 76.5 mm x 75.6 mm                           | 76.5 mm x 86.9 mm         | 82.5 mm x 92.8 mm         | 82.5 mm x 92.8 mm                                 | 82.5 mm x 92.8 mm                                 | 84.0 mm x 95.9 mm         | 89.0 mm x 96.4 mm           |           |           |           |           |           |           |           |
| Cilindrada                     | 1390 cm³                         | 1390 cm³                                    | 1598 cm³                  | 1984 cm³                  | 1984 cm³                                          | 1984 cm³                                          | 3189 cm³                  | 3597 cm³                    |           |           |           |           |           |           |           |
| Relación de compresión         | 10.0: 1                          | 10.0: 1                                     | 12.0: 1                   | 11.5: 1                   | 10.3: 1                                           | 10.3: 1                                           | 10.9: 1                   | 11.4: 1                     |           |           |           |           |           |           |           |
| Potencia máxima: CV (kW) @ rpm | 122 CV (90 kW) @ 5000            | 160 CV (118 kW) @ 5800                      | 115 CV (85 kW) @ 6000     | 150 CV (110 kW) @ 6000    | 200 CV (147 kW) @ 5100-6000                       | 211 CV (155 kW) @ 5300-6200                       | 250 CV (184 kW) @ 6300    | 260 CV (191 kW) @ 6000      |           |           |           |           |           |           |           |
| Par máximo: Nm @ rpm           | 200 Nm @ 1500-4000               | 240 Nm @ 1500-4500                          | 155 Nm @ 4000             | 200 Nm @ 3500             | 280 Nm @ 1800-5000                                | 280 Nm @ 1700-5200                                | 320 Nm @ 2500-3000        | 350 Nm @ 2400-4000          |           |           |           |           |           |           |           |
| Tracción                       | Delantera                        | Delantera                                   | Delantera                 | Delantera                 | Delantera                                         | Delantera                                         | Delantera                 | Delantera                   | Delantera | Delantera | Delantera | Delantera | Delantera | Delantera | Delantera |
| Transmisión                    | Manual, 6 velocidades            | Manual, 6 velocidades                       | Manual, 6 velocidades     | Manual, 6 velocidades     | Manual, 6 velocidades / Automática, 6 velocidades | Manual, 6 velocidades / Automática, 6 velocidades | Automática, 6 velocidades | Automática, 6 velocidades   |           |           |           |           |           |           |           |
| Aceleración (0-100 km/h)       | 10.9 s                           | 8.8 s                                       | 11.9 s                    | 9.8 s                     | 7.8 s                                             | 7.8 s                                             | 7.3 s                     | 6.9 s                       |           |           |           |           |           |           |           |
| Velocidad máxima               | 198 km/h                         | 217 km/h                                    | 192 km/h                  | 210 km/h                  | 232 km/h                                          | 238 km/h                                          | 247 km/h                  | 250 km/h                    |           |           |           |           |           |           |           |
| Consumo combinado (L/100 km/h) | 6.2-6.6                          | 6.8                                         | 8.3                       | 7.7                       | 7.2                                               | 7.1                                               | 9.2                       | 9.2                         |           |           |           |           |           |           |           |

| Periodo                        | 2006-2008                                                    | 2008-2015                                                 |
| Identificación del motor       | BMM                                                          | CBAB                                                      |
| Tipo de motor                  | L4 8v, inyección directa, inyector-bomba, turbo, intercooler | L4 16, inyección directa, common-rail, turbo, intercooler |
| Diámetro x carrera             | 81.0 mm x 95.5 mm                                            | 81.0 mm x 95.5 mm                                         |
| Cilindrada                     | 1968 cm³                                                     | 1968 cm³                                                  |
| Relación de compresión         | 18.5: 1                                                      | 16.5: 1                                                   |
| Potencia máxima: CV (kW) @ rpm | 140 CV (103 kW) @ 4000                                       | 140 CV (103 kW) @ 4200                                    |
| Par máximo: Nm @ rpm           | 320 Nm @ 1800-2500                                           | 320 Nm @ 1750-2500                                        |
| Tracción                       | Delantera                                                    | Delantera                                                 |
| Transmisión                    | Manual, 6 velocidades / Automática, 6 velocidades            | Manual, 6 velocidades / Automática, 6 velocidades         |
| Aceleración 0–100 km/h         | 10.3 s                                                       | 10.3 s                                                    |
| Velocidad máxima               | 206 km/h                                                     | 207 km/h                                                  |
| Consumo combinado (L/100 km/h) | 6.0                                                          | 4.8-5.2                                                   |

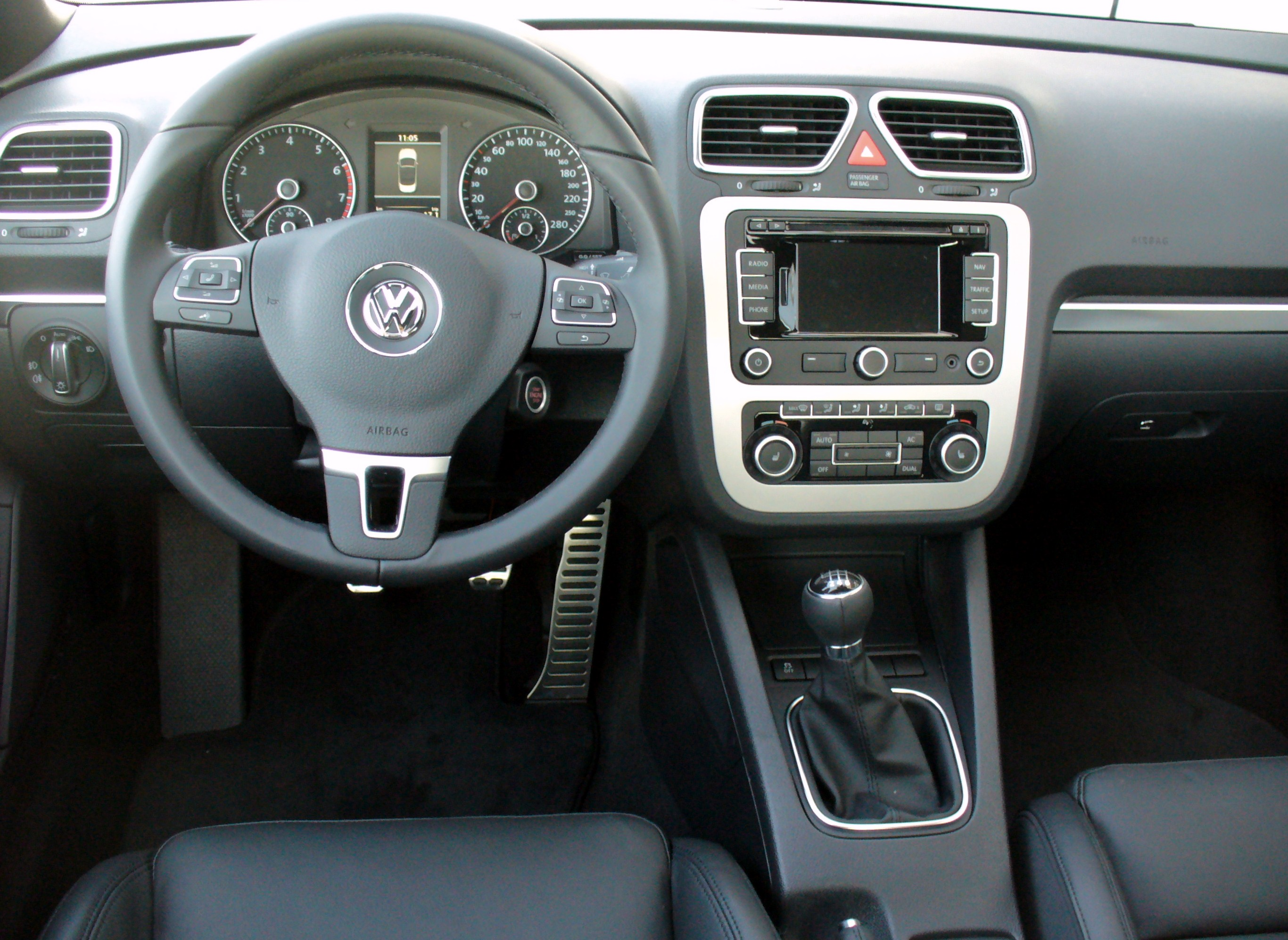
Volkswagen Eos interior.
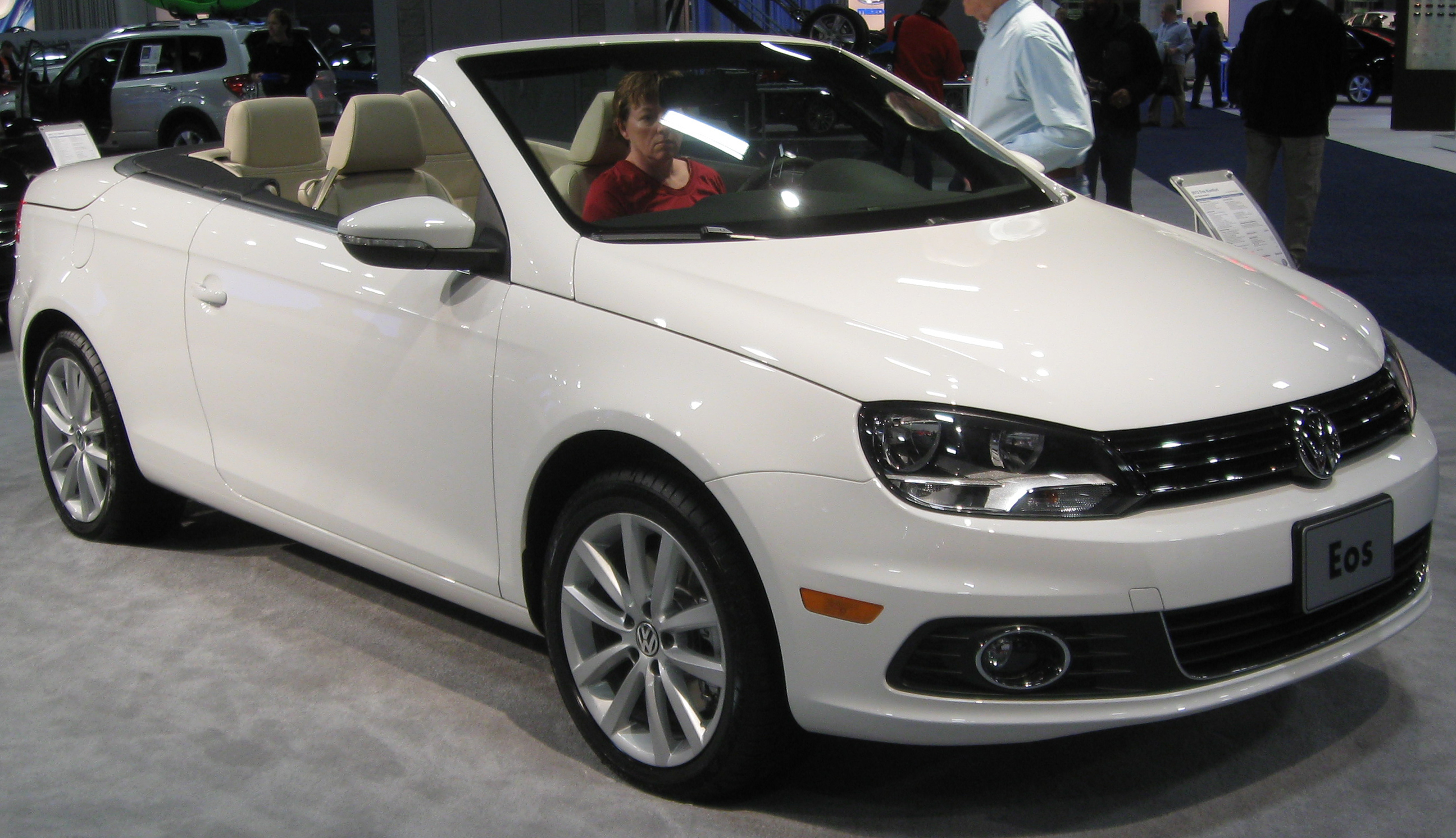
Volkswagen Eos Facelift (2009-2014).
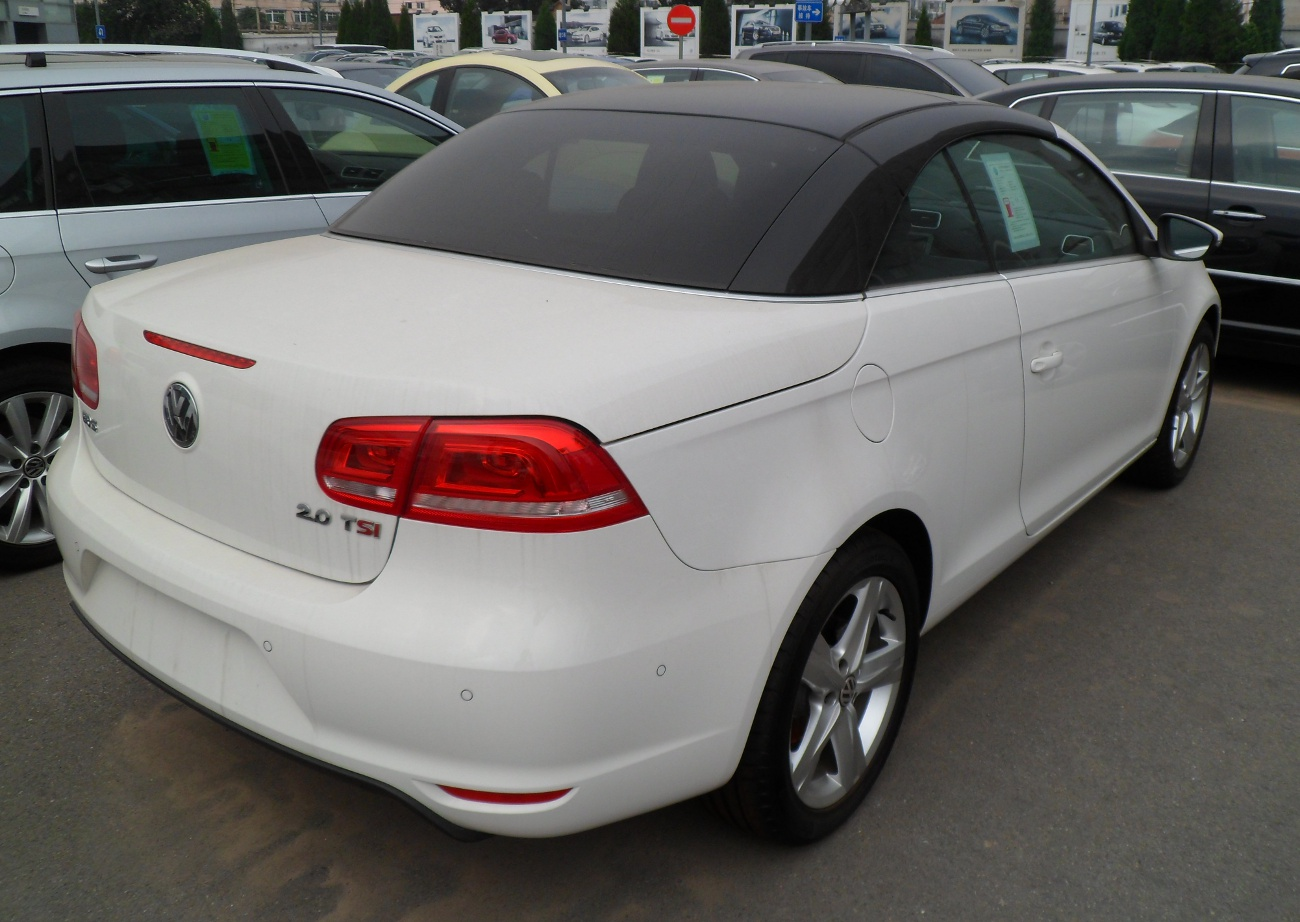
Volkswagen Eos Facelift (2009-2014) vista trasera.